# Richard Walter Franke
Richard Walter Franke (* 1905; † 1973) war der erste Archivar an der Universität Leipzig.

## Leben
Zuvor hatte er in Heidelberg, München und Leipzig studiert und wurde 1929 promoviert mit einer Arbeit mit dem Titel: Zensur und Pressaufsicht in Leipzig, 1830-1848: mit einem Überblick über die gleichzeitige sachsische Pressgesetzgebung, Leipzig 1930. Mit der Zentralisierung des Rektoratsarchivs mit den einzelnen Fakultätsarchiven an der Universität Leipzig zum Universitätsarchiv Leipzig. 1934 wurde durch Richard Walter Franke am 1. Oktober 1934 zum ersten Mal in Leipzig die Stelle eines Universitätsarchivars besetzt.
Seit 1937 begann Franke Vorkehrungen zu treffen, die Bestände vor möglichen Luftangriffen zu schützen. So wurden auf seine Anregung hin die besonders wertvollen Bestände in die bombensicheren Kellerräume des Augusteums ausgelagert. Nach dem Krieg votierten mehrere Professoren für seine Wiedereinstellung, obwohl er zuvor Mitglied der NSDAP war und deshalb aus politischen Gründen nicht auf seinem Posten verbleiben konnte, für seine Wiedereinstellung. Zunächst wurde er 1947 durch den Rektor Hans-Georg Gadamer ehrenamtlich angestellt, um die Betreuung des Universitätsarchivs wieder zu gewährleisten. An eine schnelle Nutzbarmachung der Bestände war indes durch die Zerstörung der Gebäude, die sich über den Kellern befanden, nicht zu denken. Zwar waren die wertvollsten Bestände vorsorglich auch dort ins Umland ausgelagert worden, so wurde der größte Teil als Beutegut in die Sowjetunion verbracht, welcher erst 1958 wieder nach Leipzig zurückkehrte.
Zunächst wurde er für ein halbes Jahr von Oktober 1948 bis April 1949 provisorisch als Universitätsarchivar angestellt. Er übergab dann Juni 1949 die Dienstgeschäfte an Karlheinz Blaschke, der mit der Rückverlagerung der Archivbestände begann. Blaschke hatte aber die Nachfolge Frankes nicht angetreten, da er an einen Lehrgang der Archivschule in Potsdam teilgenommen hatte. Eine Festanstellung Frankes wurde 1950 endgültig abgelehnt. Seine definitive Nachfolge übernahm Renate Drucker.